# 川畑里咲子
川畑 里咲子（かわばた りさこ、1995年〈平成7年〉3月15日 - ）は、日本の声優、舞台女優、MC、歌手、ラジオパーソナリティ。元横浜少女歌劇団メンバー。

## 略歴
神奈川県横浜市出身。横浜市在住。父、母、妹（雪奈）の4人家族。身長147ｃｍ。
父の転勤の関係で高校生の頃まで引っ越しを繰り返す。小学校1年から4年生まで北海道函館近くの街で暮らす。その影響で、パーソナリティを務めるエフエム戸塚のラジオ番組「戸塚井戸端会議。」では締めの挨拶で函館や津軽地方で使われる「へばのー」と言うのが定番。
小学校4年生の時に東京都町田市に引っ越す。中学では合唱部に所属し、3年生では部長となる。合唱部は少人数ではあったが、合同演奏会をした吹奏楽部員からは少数精鋭のすごい人と思われていた。生徒会長も務める。
高校入学前に横浜に引っ越す。都内の高校に通う。部活はコーラス部と放送部と新聞部に所属。その一方で劇壇同好会に入会する。この時期に声優に強い憧れを抱くようになる。高校2年生の時に、進学校にも関わらず先生に「大学には進学しない」と宣言をした。
高校卒業前に演劇集団 霧の旗プロジェクトに入団。高校卒業後は声優養成所に入学。卒業後はマック・ミックに入り、2016年正式に所属となり声優デビュー。
2019年にフリーとなる。ネット番組への出演やMC業などを中心に活動する。2020年に横浜少女歌劇団の創設メンバーとして活動開始。グループとしてライブ活動をしながら個人としてもラジオへの出演など精力的に活動。2023年に惜しまれながらグループを卒業した。
その後はフリーとして、舞台役者、ラジオパーソナリティ、声優、MCなど、その才能と美しさを生かしてマルチに活躍の場を広げている。

## 人物

### 趣味・特技・嗜好
- 好きな食べ物はパスタ全般。特にオイル系が好き。2番目に餃子が好き。3番目に好きなものはアイスクリームで毎日食べたいくらいだが最近は控えている[6]。
- 好きな動物はうさぎ。自宅でも飼っている[6]。
- 好きな色はピンク。気づいたら、部屋のいたるものがピンク色になっている[6]。
- 2022年10月28日のジョイントコンサートで初めてつけまつげを付ける。
- よく飲む飲み物はカフェラテ。スタバの新作もチェックする。
- 子ども好き。学生時代は保育士を目指そうと思った時もあった。
- 運動神経がよく、北海道に住んでいたこともありスキーが得意。体力に自信がある。
- 好きなキャラクターはサンリオのマイスウィートピアノ。推しポケモンはイーブイ。
- 横浜FCの熱烈なファン。スタジアムにも応援に行く。好きになるきっかけは自身のラジオ番組に横浜FCのコーナーがあり、そこから詳しくなった。
- 好きな推しは『うたの☆プリンスさまっ♪』 の登場人物、一十木音也。音也くんと呼んでいる。音也くんのマグカップを自宅で愛用している。
- 2020年12月から2021年2月までTwitterで#1日1ツンデレということをしていた。
- 好きな寿司ネタは、中トロ、ウニ、生エビ。自宅ではひなまつりにちらし寿司を食べる習慣がある。
- 晴れ女。雨予報でも晴れにする実力。
- 現在のｘアカウントは１０個目のアカウントとツイートしていた。
- 手先が器用で、横浜少女歌劇団在籍時にメンバーにお手製の桜ペンダントを用意したり、父のズボンの裾上げをしたりしていた。
- 好きなファッションはロングスカート。
- コスメ集めが趣味。

## 活動

### 横浜少女歌劇団
2020年に結成。2021年11月27日に正式デビュー。「声優になりたくて彷徨った。ゲームのキャラとかラジオのナレーション、色々やったけど続きもなければ居場所もない。私の声を聞いてもらうため、今見つけたここで汗水流したい。そのエネルギーで花を咲かせたい。最小最年長、川畑里咲子！」 グループ内では頼られ役。困った時はこの人を呼べ！って感じで歌唱力あり＆安定感あり。2023年9月30日に卒業を発表。

#### 配信シングル
- 青空マップ（2023年5月27日発売）作詞：清家寛／作曲：清家寛「戸塚井戸端会議。」木曜日オープニングテーマ曲。
- 初恋Summer（2023年5月27日発売）作詞：清家寛／作曲：清家寛
- ソメアゲテミライ(2023年6月30日発売）作詞：佐藤太／作曲編曲：MOKU
- 手を振る季節（2023年6月30日発売）作詞：佐藤太／作曲編曲：MOKU

1stCD『ソクセキrhapsody』
| #  | タイトル                       | 作詞 | 作曲・編曲 |
| -- | ------------------------------ | ---- | ---------- |
| 1. | 「青空マップ」                 |      |            |
| 2. | 「初恋summer」                 |      |            |
| 3. | 「初恋summer(LIVE /2022.2.5)」 |      |            |
| 4. | 「青空マップ(カラオケ)」       |      |            |
| 5. | 「初恋summer(カラオケ)」       |      |            |
| 6. | 「初恋か？summerか？」         |      |            |

1stDVD『横浜少女歌劇団/ＲＯＵＮＤ１collection”何か”が始まった瞬間に』

### 妹の川畑雪奈との姉妹ユニット

#### ぴーとぷー
2020年1月結成。ユニット名は、B∀TA、ぴーとぷー、りばふぁむ、sui-bunの4つの候補があり、Xで投票を行う。一位になったのがぴーとぷーで、そのままユニット名となる。
主な活動
- 3月2日『 横浜純情Night☆ 』ライブ出演
- 3月16日にもライブ出演を予定していたが、ライブ自体が中止となった。自作のフライヤーを用意していた。

#### ピッコれ
2020年3月31日　すごカフェ＃53 出演時にユニット名の変更について相談。当初、イタリア語で小さな姉妹を表す「ピッコラソレラ」でいく予定であったが、ソレラは単数名詞であり、複数ならソレッレであると指摘される。また、言いにくいということもあったこと、姉の里咲子はひらがな、妹の雪奈はカタカナと主張したこともあり、「ピッコれ」と新ユニット名が決定した。
主な活動
- SHOWROOM　[8]
- アメーバブログ（ピッコれ名義）2020年4月-9月
- 揃いの和服で宣材写真の撮影

### 配信
- Pococha 2024年11月22日開始（ライバー所属321.inc）
- SHOWROOM　[8]（ピッコれ名義）
- ふわっち 2019年12月29日～2020年5月3日（現在は削除）
- ミクチャ 2022年2月

### ブログ
アメーバブログ（ピッコれ名義）2020年4月-9月(現在は削除のためタイトルのみ記載）
- ご挨拶（4月30日）
- 油断してたら汗かいたわ（5月1日）
- おいしかったのでよしですね（5月3日）
- 人という字はひととひととが支えあって（5月9日）
- やはり薄かった（5月10日）
- 夏っぽい虫のこえもきこえつつあるわね（5月11日）
- アニメにもなってるけど漫画がいちばん好きだわ（5月13日）
- ミルクフランスがおいしい（5月16日）
- 歌詞見ても思い出せない曲があってもやもや（5月19日）
- 凍える手で書くブログ（5月21日）
- ラー油の方が醤油より多い（5月24日）
- もっとおともだちがほしいよね（5月28日）
- エベレストか？（5月31日）
- わたしたちは、運河をつくった（6月2日）
- 推しに負けないつよいこころ（6月4日）
- どっきどき（6月7日）
- メキシコ仕込みの（6月8日）
- 暑さでおかしくなっている（6月12日）
- 原因は不明（6月14日）
- 歯磨き粉の味がするっていっても歯磨き粉がおいしいんだよな（6月20日）
- 特技欄に書く（6月30日）
- ぷりっぷり！！！！！（7月18日）
- タンバリンはどうするかとも話し合った（8月5日）
- 手拍子よろしく（8月19日）
- きみをわすれないほう（9月2日）

## 出演

### 舞台

#### 2014年
- 霧の旗プロジェクト 『琥珀色の言葉たち～宮澤賢治の世界～』出演

#### 2015年
- 演劇集団霧の旗プロジェクト8月公演『霧の旗』出演＆演出補佐
- 横浜桜座プロデュース公演 『どんぐりと山猫』出演

#### 2016年
- 横浜桜座プロデュース公演 『チリンのすず』出演

#### 2017年
- 横浜桜座プロデュース公演 ドラマリーディング『くちづけ』阿波野マコ役[9]
- 横浜桜座プロデュース公演『ノーボーダーアートパフォーマンス2017』脚本担当[10]
- 横浜桜座プロデュース公演『チリンのすず』出演

#### 2019年
- 短編朗読劇【Voice You】#01 ～The End of the World～ 昼･夜公演 出演

#### 2021年
- 横浜桜座プロデュース公演『Don't Say You Can’t~できないなんて言わないで~』スーパーの店員役

#### 2024年
- 舞台版『ペンを止めるな』湯俵一花役[11]
- 『時を駆け抜ける少女2 TAKEバブル』ラファエル役[12]

#### 2025年
- 『そして靴ぬぎ踊り、月を見上げ。』ウオウ役

### MC

#### 2020年
- 中澤彰さんお別れ会＆追悼ライブMC[13]
- お笑いライブMC

#### 2022年
- UNITY 3days 初日、3日目MC[14]
- 第7回   戸塚音楽祭Rockin' TOTSUKA83 MC[15]
- とつフェス2022　イベント盛り上げ隊（浴衣）

#### 2023年
- ブリヂストン横浜工場納涼祭MC
- さむかわ夏祭り　ステージMC
- 第8回   戸塚音楽祭Rockin' TOTSUKA84 MC

#### 2024年
- 令和6年戸塚区賀詞交換会 進行
- 横須賀トモダチジャズMC
- 公益社団法人戸塚法人会創立40周年記念式典＆祝賀会MC
- 読書講演会 青山美智子さんのよもやま話MC [16]

#### 2025年
- 町田・相模原イーストメリーウインドオーケストラ「第19回定期演奏会」MC

### ライブ

#### 2020年
- 3月2日『 横浜純情Night☆ 』（川畑里咲子と川畑雪奈のユニット『ぴーとぷー』名義）

#### 2021年
- 11月27日『冬が来る前に…』横浜少女歌劇団デビューライブ（横浜ミントホール）[17]
- 12月9日『DUAL アイドルフェスvol.1』（1000club）[18]

#### 2022年
- 1月9日『TOKYO MX Girl Pop Paradise New Year Special』（関内ホール）
- 1月29日『ニューイヤーコンサート』（トツカーナモールスクエアB）
- 2月5日『YOKOHAMA SUPER LIVE 2022』（1000club）[19]
- 2月12日『Thank you people ☆STREET』（戸塚駅東口ペデストリアンデッキ）
- 3月12日『とつかストリートライブ春フェスタ2022』（戸塚駅東口ペデストリアンデッキ）
- 3月27日『トツカーナ12周年サンクスフェア』（トツカーナデッキ）
- 4月29日『エフエム戸塚開局13周年記念イベント』（モレラ東戸塚・モレラパーク）
- 5月21日『雨天中止ライブをライブする』（映像配信）
- 6月25日『Thank you people ☆STREET』（Yokohama 7th AVENUE）
- 9月10日『とつかストリートライブ夏フェス2022』（トツカーナデッキ）
- 9月17日『横浜音祭りライブホップ』（横浜みなとみらいブロンテ）[20]
- 10月15日『とつかストリートライブ』（トツカーナ東急プラザデッキ）
- 10月28日『夢のジョイントコンサートショー』（横浜市磯子区民文化センター）
- 11月27日『デビュー1周年記念presents GIRL MEETS GIRL ～夢をつかむ覚悟はあるか～』（横浜ミントホール）[21]
- 12月10日『IDOL SPIRITS 12月号』（五反田G7）[22]
- 12月11日『IDOL SPIRITS youth 12月 1部2部合併号』（新宿ALTA keyStudio）[23]

#### 2023年
- 1月5日『Dream Colletion 2023年新年イベント03』(1000CLUB)[24]
- 1月21日『とつかストリートライブ』 （トツカーナ東急プラザデッキ）
- 1月28日『チアアップ☆インディーズ』（中目黒スパークジョイ）
- 3月11日『とつかストリートライブ 春フェス2023 』（トツカーナデッキ）
- 3月25日『戸塚桜まつり』（柏尾川河川敷）
- 4月16日『グリーンハートコンサート』（ヨコスカ・ベイサイド・ポケット）
- 5月14日『ストリートライブin高崎』（高崎駅東口ペデストリアンデッキ）
- 5月27日『iDOL PARTY 2023 アイドル紅白戦 vol.5』（YOKOHAMA COAST garage+）[25]
- 11月5日『エバーグリーン音楽祭』(吉野町市民プラザ)
- 12月9日『Green Heart LIVE 2023 希望〜ひかり〜』下北沢 おむすびシアターbarシモキタ

### ラジオ
- エフエム戸塚
  - おはよう咲くらじお 火曜パーソナリティ（2023年4月 - 2024年3月）

木曜パーソナリティ(2025年4月～)
- - 戸塚井戸端会議。木曜パーソナリティ（2024年4月 - ）
- Fm yokohama
  - 2022年9月9日『Tresen』ゲスト出演
- 渋谷クロスFM
  - 2024年6月4日『彩世とみんなの未来決定図』ゲスト出演
- ラジオ日本
  - 2023年9月4日『横浜ユーポスRADIO＋！（ラジオプラス）』ゲスト出演
- 全国FMラジオ放送網
  - 2023年4月　日本移植支援協会提供全国ラジオ番組『愛の和を広げよう』ゲスト出演

### キャラクターボイス
- 航空救難団公認キャラクター「すくえ（救え）ちゃん」
  - 航空自衛隊浜松広報館（エアパーク全天周シアターで上映されているコンテンツでのCV担当[26]。
- アプリゲーム「フィンガーナイツクロス[27]」ブリトラ役、パーシパエ役

### ネット番組・YouTube

#### 2019年
- すごカフェ（ニコニコチャンネル）＃45、＃48（雪奈共演回）

#### 2020年
- すごカフェ（ニコニコチャンネル）＃53（雪奈と姉妹デュオ「ピッコれ」出演）
- キャラペディック☆ナイト （ニコニコチャンネル）2020年5月15日～11月4日　レギュラー

#### 2024年
- アナ THE LIVE！紹介動画『アナウンサースクール アナTHE LIVE！ってなに？』

### その他
- NPO法人日本移植支援協会機関誌『移植サポ』vol.46 表紙
- クラウドファンディング応援メッセージ[28]
- 2024年から被写体としてリクエスト撮影会に参加